# Huso (género)
Huso es un género de peces acipenseriformes de la familia Acipenseridae que se distribuyen en América del Norte, Europa y Asia. La mayoría de especies de este género están en peligro de extinción.

## Taxonomía
Anteriormente el género constaba de dos especies: Huso huso y Huso dauricus (ahora Sinosturio dauricus).
Sin embargo, dicha clasificación era polifilética  y se sugiería que las dos especies deberían incluirse en el género Acipenser.
Pero en 2025, se reclasifico este género para formar un grupo monofilético, ahora el grupo consta de 11 especies que algunas anteriormente eran del género Acipenser y el esturión kaluga se clasificó en otro género (Sinosturio).
Las especies que incluyen este género son:
- Huso huso
- Huso baerii
- Huso colchicus
- Huso brevirostrum
- Huso fulvescens
- Huso gueldenstaedtii
- Huso naccarii
- Huso nudiventris
- Huso persicus
- Huso ruthenus
- Huso stellatus